# Flor de Piedra
Flor de Piedra sind eine argentinische Band. Sie gelten als Erfinder der Cumbia Villera.
Flor de Piedra wurde 1999 von Pablo Lescano gegründet, der allerdings nur als Initiator auftrat und nicht selbst in der Band mitspielte, sein Bruder Daniel Lescano und seine Schwester Romina Lescano waren jedoch die Sänger des Projekts. Lescano ging es darum, eine Musik zu erschaffen, die den Alltag der Slumbewohner Argentiniers (siehe Villa Miseria), zwischen Drogen, Armut, Kriminalität und dem Konflikt mit der Polizei – vor allem im ersten Hit der Band, Sos Botón – beschreiben sollte. Den Namen für den neuen Stil, Cumbia Cabeza, lieferte Lescano gleich in Form eines Songs mit. Er wurde jedoch von den Medien bald darauf vom Begriff Cumbia Villera abgelöst.
Die Musik charakterisiert sich durch für Cumbia-Verhältnisse sehr minimalistischen Melodien und monotonen Synthesizer-Riffs.
2001 wurde die Band in Dany y la Roka umbenannt, Pablo Lescano wechselte zur Band Damas Gratis.

## Diskografie
- La Vanda más Loca (1999; AR: Gold)[1]
- Más duros que nunca (2000)
- One (Dany y la Roka, 2001)